# Эхоподавление
Эхоподавление — термин используется в телефонии. Представляет собой процесс удаления эха из передаваемых звуков для повышения качества передачи голоса по телефону. В дополнение к улучшению субъективного качества, эхоподавление увеличивает пропускную способность канала связи за счет подавления пауз, предотвращая распространение эха по сети.
В области телефонии различают два типа эха: акустическое эхо и гибридное (электрическое) эхо.
Эхоподавление вначале предполагает распознавание первоначально передаваемого сигнала, повторяющегося с некоторой задержкой, в переданном или полученном сигнале. Как только повторяющийся сигнал распознан, он может быть удален с помощью его вычитания из переданного или полученного сигнала. Этот метод, как правило, реализуется с помощью цифрового сигнального процессора (DSP), но может быть реализован и в виде части или целого программного обеспечения компьютера. Эхоподавление выполняется эхоподавителями или эхозаградителями, а в некоторых случаях и теми, и другими.

## Терминология
Эхозаграждение (echo suppression) — термин, употребляемый для обозначения более простой процедуры уменьшения эффекта эха за счет искусственного внесения затухания сигнала в одно из направлений его передачи.
Эхоподавление (echo cancellation) — термин, в современной технической документации употребляемый для обозначения более сложной и более точной процедуры удаления эха из принимаемого сигнала путём вычитания передаваемого сигнала из принимаемого.
В книге вместо термина «эхоподавление» (стр. 166) используется термин «эхокомпенсация», а термин «эхоподавление» используется в значении «эхозаграждение».
В различных источниках можно встретить термин «эхокомпенсация» и в значении «эхоподавление», и в значении «эхозаграждение».
Эхозаградитель — более простое устройство по сравнению с эхоподавителем, так как действует по принципу временного (доли секунды) значительного (до 55 дБ) ослабления в канале передачи в момент прихода эхо-волны (путём шунтирования сигнальной линии электронным ключом), не выполняя более сложной функции «вычитания» эха из сигнала.

## История
В телефонии эхо очень похоже на то, что можно было бы услышать, крикнув «ау» в лесу или в каньоне. Эхо — это копия, отражение, которое слышно спустя некоторое время после изначально сказанного. При разговоре по телефону, если задержка значительная (больше нескольких сотен миллисекунд), эхо раздражает собеседников. Если задержка очень мала (10 миллисекунд или меньше), это явление называется «местный эффект», и хотя оно малозаметно для человека, может быть причиной нарушения связи между модемами.
В начале эры телекоммуникаций для снижения нежелательного эха использовали эхокомпенсаторы (эхозаградители). По сути эти устройства полагаются на то, что большинство телефонных разговоров являются полудуплексными, то есть когда один человек говорит, другой слушает. Эхозаградитель пытается определить, какое направление передачи голоса является основным в данный момент, и разрешает передачу голоса в этом направлении. В обратном направлении, эхозаградитель вызывает сильное затухание сигнала в предположении, что это — сигнал эха. Естественно, такое устройство несовершенно. Например, в случае, когда оба абонента говорят одновременно, или когда один отвечает быстрее, чем эхозаградитель переключает направление ослабления сигнала.
Эхоподавители являются заменой для более ранних эхозаградителей, которые изначально были разработаны в 1950-х годах для компенсации эха, вызванного длительной задержкой на спутниковых телекоммуникационных каналах. Теория эхоподавления была разработана в AT&T Bell Labs в 1960-е годы, а первые коммерческие эхоподавители были введены в строй лишь в конце 1970-х в связи с ограниченными возможностями электроники той эпохи. Концепция эхоподавителя стостоит в синтезе ожидаемого эха от передаваемого сигнала, и вычитания этого синтезированного сигнала из принятого сигнала — вместо включения затухания прямом или обратном направлении. Этот метод требует адаптивной обработки сигналов для получения достаточно точного сигнала, чтобы эффективно убрать эхо, причем эхо может отличаться от оригинала из-за различного видоизменения сигнала при прохождении по сети.
Стремительный прогресс в реализации цифровой обработки сигналов позволил изготавливать эхоподавители меньшего размера и сделал их более рентабельными. В 1990-х годах эхоподавители были впервые встроены в коммутаторы Northern Telecom DMS-250, а не выполнены в виде самостоятельных устройств. В конце 1990-х появились платы компьютерной телефонии со встроенными блоками эхоподавления (например, продукты Dialogic).
Интеграция эхоподавителей непосредственно в коммутатор означает, что эхоподавление может быть включено или выключено для отдельных вызовов, устраняя необходимость поддержки отдельных транков для вызовов с передачей голоса и данных. В современных малых и портативных коммуникационных устройствах часто используют программное эхоподавление, которое предусматривает подавление акустического или остаточного эха, внесенного удаленным абонентом; такие системы, как правило, компенсируют эхо, появляющееся с задержкой до 64 миллисекунд.
Системы голосовой почты и распознавания речи, которые принимают сообщения для или от абонентов, используют эхоподавление для того, чтобы предотвратить запись эха собственной подсказки («говорите после сигнала…») в качестве сообщения для абонента.

## Акустическое эхо
Акустическое эхо возникает тогда, когда звук из громкоговорителя, например, динамика телефона громкой связи, попадает в микрофон в том же помещении, например, микрофон того же телефона громкой связи. Эта проблема существует в любом варианте коммуникации, где есть динамик и микрофон. Примеры таких систем, вызывающих акустическое эхо, легко найти вокруг нас:
- динамик громкой связи в автомобиле;
- настольный или мобильный телефон в режиме громкой связи;
- конференционный телефон;
- системы в комнатах для переговоров, которые используют динамики и микрофоны, смонтированные на потолке или на столе;
- физическая передача звука через вибрации динамика на микрофон через корпус телефонной трубки;

В большинстве этих случаев звук из динамика попадает в микрофон практически без изменений. Это называется «прямое акустическое эхо». Однако не всегда звук попадает в микрофон без изменений, и трудности в подавлении акустического эха связаны с тем, что окружающее пространство изменяет первоначальный звук. Например, мягкая мебель поглощает определенные частоты, а звук различных частот отражается от предметов в комнате или автомобиле с разной силой. Эти вторичные отражения строго говоря не являются эхом, скорее это — «реверберация».
Акустическое эхо слышно абоненту, находящемуся на дальнем конце линии связи при разговоре. Так что, если человек в комнате А говорит, он будет слышать свой голос, возвращающийся из комнаты B. Этот звук следует подавить, иначе он будут передаваться обратно.

### Подавление акустического эха
С момента изобретения эхоподавления в AT&T Bell Labs его алгоритмы были усовершенствованы и отточены. Как и все процессы эхоподавления, эти первые алгоритмы были разработаны так, чтобы ожидать сигнала, который неизбежно попадёт в тракт передачи, и подавить его.
Подавление акустического эха, Acoustic Echo Cancellation (AEC), происходит следующим образом:
1. Сигнал с дальнего конца поступает в систему.
2. Сигнал с дальнего конца воспроизводится динамиком в помещении.
3. Микрофон в этом же помещении принимает этот прямой сигнал и последующую реверберацию за звук в этом помещении.
4. Сигнал, принятый с дальнего конца, фильтруется и задерживается так, чтобы походить на сигнал с ближнего конца.
5. Отфильтрованные сигнал с дальнего конца вычитается из сигнала с ближнего конца.
6. Результирующий сигнал представляет собой звуки в комнате, за исключением прямых или отраженных звуков, воспроизведенных динамиком в комнате.

### Проблемы подавления акустического эха
Главная задача эхоподавителя — определение характера фильтрации, которая должна применяться к поступающему с дальнего конца линии сигналу, так, чтобы он оказался похож на сигнал ближнего конца. Фильтр, по существу, — это модель динамика, микрофона и акустических параметров комнаты.
Чтобы настроить фильтр, ранние системы эхоподавления требовали профессиональной настройки с импульсным или розовым шумом, а некоторые использовали эти шумы в качестве единственной модели акустического пространства. Более поздние системы, использовали эту настройку только в качестве основы, и эхоподавитель затем адаптировался к фактической акустической картине. При использовании полученного сигнала в качестве задающего сигнала, современные системы могут сходиться с нуля до 55 дБ подавления примерно за 200 мс.

### Особенности эхоподавителей для мобильных устройств
Широкое развитие рынка мобильных устройств и повышение их вычислительной мощности привело к появлению таких новых возможностей, как аудио и видео конференц-связь между несколькими абонентами. Одним из ключевых компонентом для таких коммуникационных платформ является акустический эхокомпенсатор. В современной терминологии он является скорее не просто подавителем эхо, а основным блоком для препроцессинга речи, включающим эхо- и шумоподавление, функции автоматической регулировки уровня речи и общего уравнивания  речевого сигнала с микрофонного входа.
Применение акустических эхоподавителей в мобильных устройствах имеет существенные особенности по сравнению с классическим случаем:
- повышенные требования к качеству речи требуют интеграции с широкополосной (50-7000 Гц) IP-телефонией, дающей повышенное качество речи при приемлемом увеличении полосы, занимаемой трафиком;
- для мобильных устройств характерны сильная акустическая связь между микрофоном и динамиком из-за близости их расположения. Помимо этого, типичным является повышенный уровень интермодуляционных и нелинейных искажений из-за ряда факторов: использования нелинейных выходных усилителей, механических резонансов в корпусных элементах и проч.;
- кроме эха обычно присутствует также и значительный уровень внешнего шума, для которого характерна высокая динамика;
- мобильные устройства предъявляют очень жесткие ограничения на вычислительные ресурсы, так как это влияет на расход энергии и на совместную работу с другими приложениями;
- специфика аудиодрайверов ОС Linux, Android не позволяет обеспечить малую (до 50 мс) задержку ввода-вывода, что повышает требования к уровню подавления.